# トランスジェンダー認知週間
トランスジェンダー認知週間（トランスジェンダーにんちしゅうかん、英語: Transgender Awareness Week）は、通常は11月第2週、トランスジェンダー追悼の日（Transgender Day of Remembrance; TDOR）まで行われる、1週間のお祝いである。トランスジェンダー追悼の日は、トランスジェンダーに対する暴力の被害者を記念するためのものである。トランスジェンダー追悼の日は、毎年11月20日に行われ、トランスジェンダーの認知度を上げるための教育・普及活動が行われる。通常、11月の第1週に、メインとなる会場の周りで第三者も参加する記念イベント（オンラインのイベントも含む）が開催される。続く第2週には、メインエリアでより多くの深い内容に踏み込んだイベントが開催される。トランスジェンダー認知週間の目的は、トランスジェンダーや、自身のジェンダーに対して違和感を感じている人たち、そして自分のジェンダーの転換やアイデンティティに関する問題について教え伝えることである。

## 歴史
トランスジェンダーの普及活動の中では、さまざまな重要な歴史的瞬間があった。
- 1952年: クリスティーン・ジョーゲンセン（Christine Jorgensen）がアメリカの国営メディアで大きく取り上げられ、アメリカで性転換した人物として初めてパブリックに知られた人物となり、大多数の人々にトランスジェンダーの問題の存在を広く知らせた。
- 1954年: イギリスのトランスジェンダーの女性ロバート・コーウェル（Roberta Cowell）のニュースが初めて広く報じられ、世界中の人々の関心を集めた。
- 1964年: アメリカのトランスジェンダーの男性リード・エリクソン（Reed Erickson）がエリクソン教育財団（Erickson Educational Foundation）を設立し、トランスジェンダーおよびゲイの人々の平等を促進するためとしては、数100万ドル規模の寄付を行ったはじめての例となった。
- 1972年: スウェーデンで性別を変更することを可能にする法律が制定された。これにより、市民が性別を合法的に変更できる世界初の国となった。
- 1975年: メルボルンのクイーン・ヴィクトリア病院（Queen Victoria Hospital）で、Trudy Kennedy医師およびHerbert Bower医師により、ジェンダーに関する違和感に関する診療科（Gender Dysphoria Clinic）が設立された。
- 1979年: ヴィクトリアン・トランスセクシュアル連合（Victorian Transsexual Coalition）およびヴィクトリアン・トランスセクシュアル協会（Victorian Transsexual Association）が設立され、オーストラリアで初めてのトランスジェンダーの権利を守り、啓蒙活動を行う組織となった。
- 1979年: BBCのドキュメンタリー『性別の転換』（A Change of Sex）が制作され、男性から女性への性転換をしたジュリア・グラント（Julia Grant）が取り上げられた。
- 1986年: ルイ・スリヴァン（Lou Sullivan）がFTM Internationalを設立し、トランスジェンダーの男性に関する初めて啓蒙活動を行うグループとなった。このグループの目的は、トランスジェンダーの男性は全員がゲイであるという誤解を払拭することである。
- 1998年: 11月20日、リタ・ヘスター（Rita Hester）のジェンダーアイデンティティが理由の殺人事件が起きた。この殺人事件をきっかけにして、グウェンドリン・アン・スミス（Gwendolyn Ann Smith）の提唱により、世界で最初のトランスジェンダー追悼の日が生まれた。
- 1999年: トランスジェンダーの女性カルペニア・アダムス（Calpernia Addams）とデートしていたという理由により、PFCのバリー・ウィンチェル（Barry Winchell）が殺害される事件が起きた。
- 1999年: 国際トランスジェンダー追悼の日が初めて開催され、アンチ・トランスジェンダーのヘイトによる事件の被害者への追悼が行われた。
- 2002年: トランスジェンダー法律センター（Transgender Law Center）が設立された。このセンターの目的は、トランスジェンダーの人たちがジェンダー・アイデンティティに基づいた差別を受けずに暮らせるようにするために、法律や人々の考えを変えてゆくことにある。
- 2002年: シルヴィア・リヴェラ法律プロジェクト（Sylvia Rivera Law Project）が設立された。このプロジェクトは、政策を変えるために、法律および教育のサービスと活動を提供することを目的としている。
- 2003年: トランスジェンダーの平等のための国立センター（National Center for Transgender Equality）が設立された。このセンターの目的は、啓蒙活動やコラボレーション、協力を通して、トランスジェンダーの人々の平等を推し進めることである。
- 2010年: オーストラリアの国防省のポリシーが改定され、トランスジェンダーのオーストラリア人が、公の活動を行うことが公的に認められるようになった。
- 2010年: アメリカカルフォルニア州のサクラメントで、ジェンダー健康センター（Gender Health Center）が開設された。
- 2012年: 平等な雇用機会のための委員会（Equal Employment Opportunity Commission）が、トランスジェンダーの人たちへの雇用差別に対して反対声明を出し、雇用差別は1964年の市民権法第7章の違反であると宣言した。
- これらは、トランスジェンダーの普及と認知の活動に関する重要な出来事の一部に過ぎない[6]。

## イベント
トランスジェンダー認知週間の参加者には、コミュニティへの教育的な機会となるイベントを開くことが求められる。たとえば、開催できるイベントの例としては、たとえば、『パリは燃えている』（Paris Is Burning）などの、トランスジェンダーをテーマにした映画の上映会が考えられる。この映画は、ニューヨーク市にあるゲイとトランスジェンダーのボール文化を描いている作品である。教育的なイベントの例として考えられるのは、地元のトランスジェンダーの人たちによる個人的な証言や、そうした人たちが自分のジェンダー・アイデンティティが理由で直面した問題などについてのトークイベントである。 "I AM: Trans People Speak"（『私は…：トランスジェンダーの人々の話』）というトランスジェンダーの人々の証言を集めたビデオコレクションもあり、ライブトークの代わりに上映されることがある。その他に開催可能なイベントの例としては、トランスジェンダーをテーマとした本に関して参加者たちで話し合うイベントや、トランスジェンダーをテーマとしたアートショーやパフォーマンスの実施が考えられる。

## 争点となっている問題に関する追加の情報
研究を実施し、ウィリアムズ研究所が2016年6月に実施した研究によると、自身をトランスジェンダーであると自覚しているのは、アメリカの人口1400万人のうちの0.6%である。トランスジェンダーの人々は、地元のコミュニティの中で、危険や安全でない状況にいるように感じる問題に多く直面している。調査の結果から、トランスジェンダーの人々の50%が、パートナーから強姦や暴行を受けた体験があることがわかっている。単にトランスジェンダーであるというだけの理由で殺害されたトランスジェンダーの人々もあり、関係のある恋人や友人も巻き添えになることもあった。トランスジェンダーの女性の中には、暴力を振るわれた相手に抵抗したことで逮捕・投獄された人がいる。トランスジェンダーの女性とサポーターたちが協力して、トランスジェンダーの人々に対する差別に抵抗して暴動を鎮めたこともある。トランスジェンダー認知週間が設立された目的の1つは、こうしたトランスジェンダーの人々に対する不当な殺人や投獄に反対し、トランスジェンダーの人々が直面する多数の問題を多くの人に知ってもらうことにある。